# برنامج فايكينغ

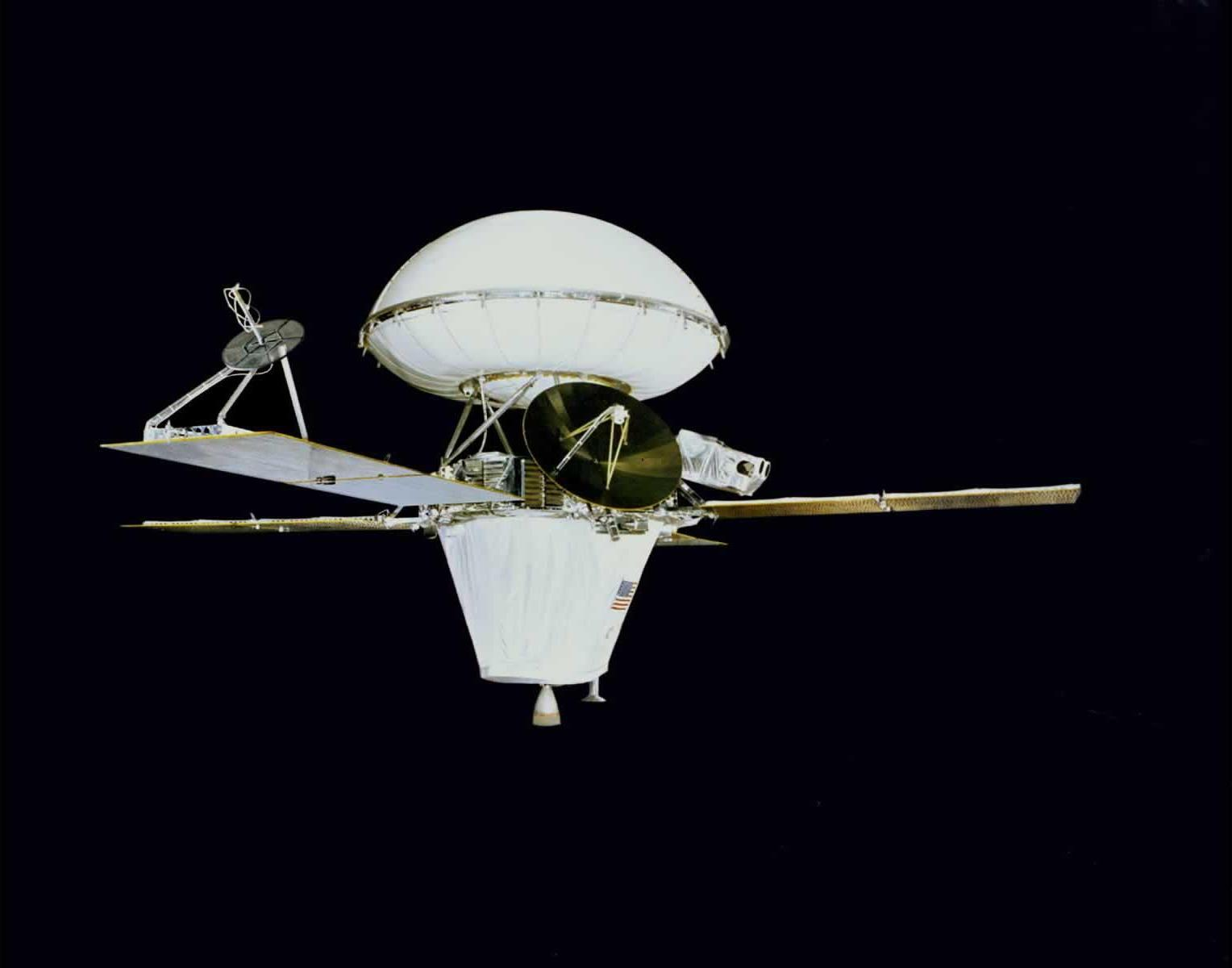
مركبة الفضاء فايكينج 1.

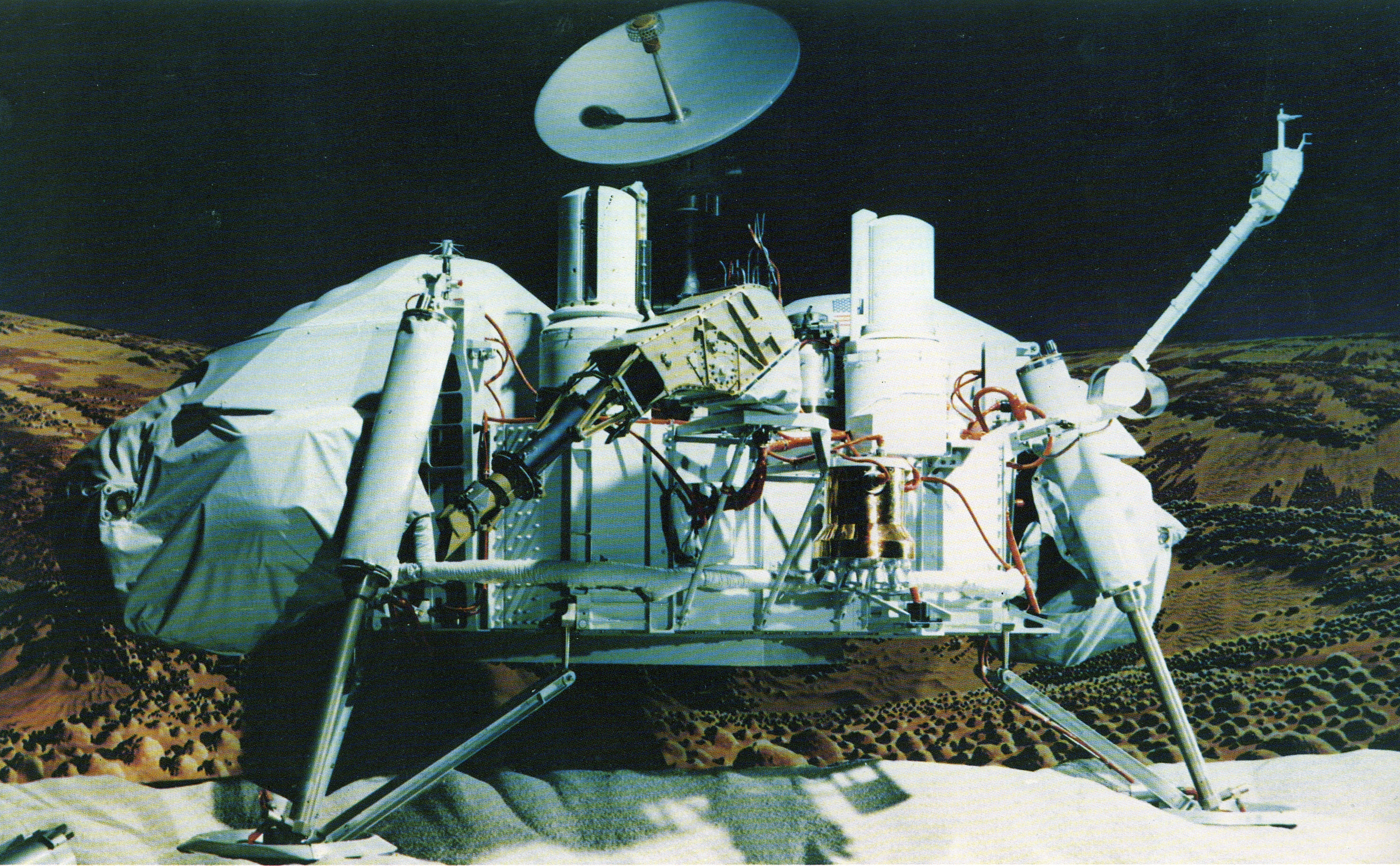
مسبار الهبوط على المريخ (نموذج من ناسا)

برنامج فايكينغ لناسا شمل زوج المسابر الفضائية الذي أرسل إلى المريخ فايكينغ 1 وفايكنغ 2. كُلّ مركبة كانت مكوّنة من الجزئين الرئيسيينِ المصمم لتتبع تصوير سطحِ المريخِ من المدارِ، والأرضي المصمّمَ لدِراسَة الكوكبِ مِنْ السطحِ. عَملتْ المتتبّعاتُ كبدائل الاتصالِ أيضاً للهابطين على السطح عندما هَبطوا.

## أهمية البرنامج
كان برنامج فايكينغ هو المهمّةَ الأكثر طموحاً التي أُرسلتْ إلى المريخ على الإطلاق. كَانتْ الرحلة ناجحة جداً وشكلت معظم قاعدةِ بيانات المعلومات حول المريخ حتى أواخر التسعينيات وبدايات الألفية الثالثة.

## البعثة

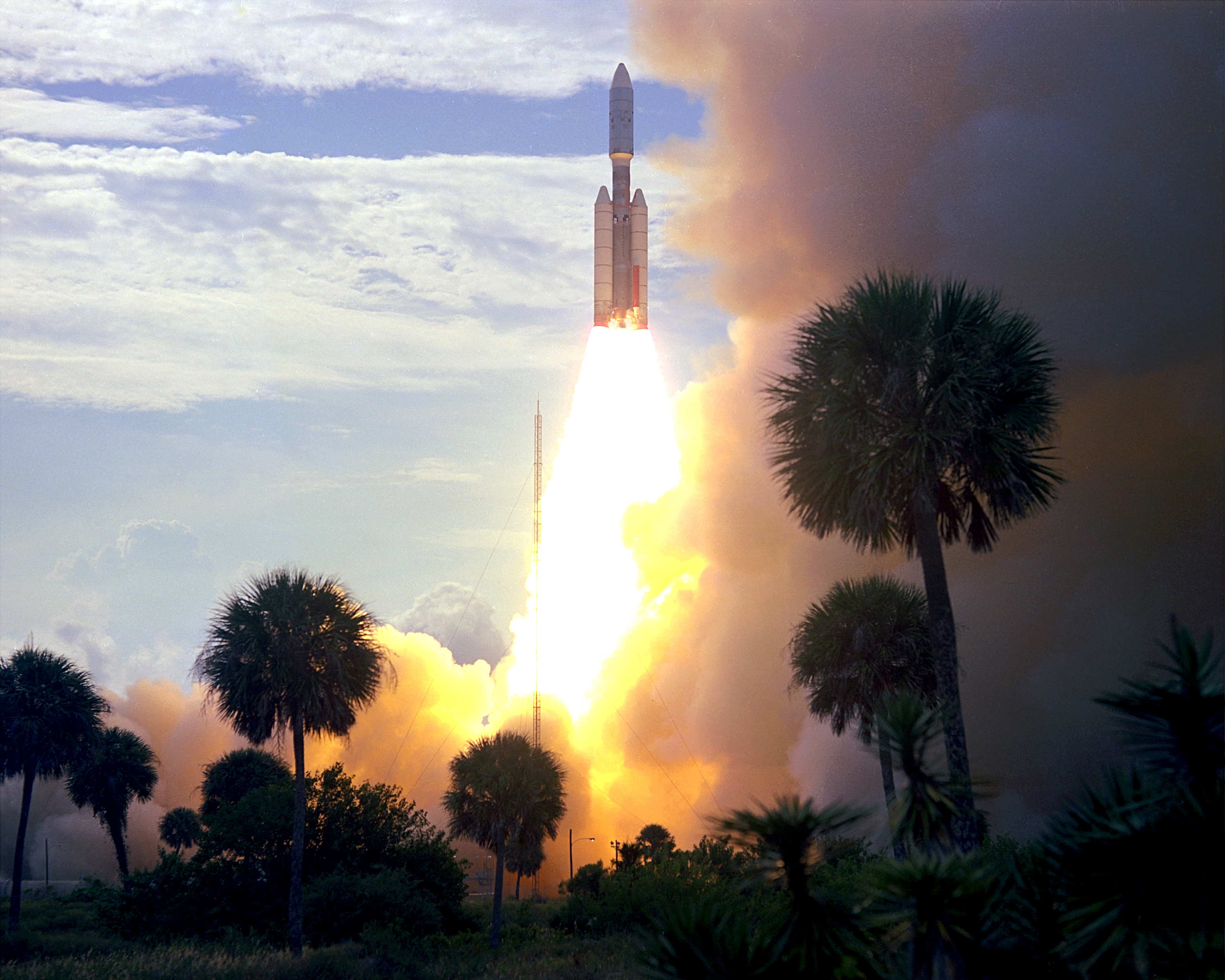
إطلاف فايكينج 1 يوم 20 أغسطس 1975

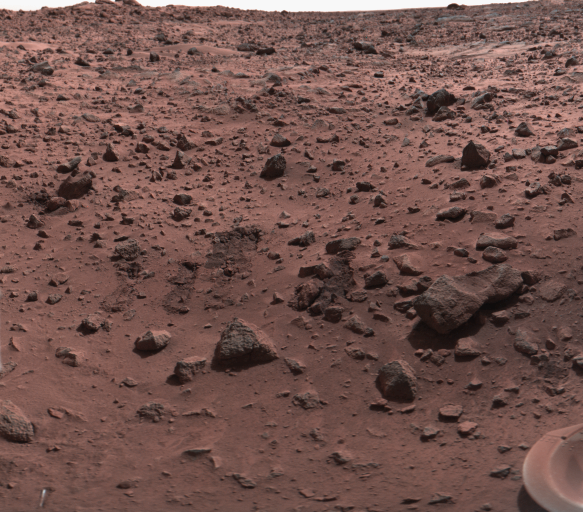
كريسي بلانيتيا، منطقة نزول مسبار الهبوط "توماس ماتش".

كان كل من المسبارين فايكينج 1 وفايكينج 2 يتكون من قمر صناعي ومسبار هبوط. عند الوصول إلى المريخ ينفصل المسبار من القمر الصناعي الذي يبقى في مدار حول المريخ وينزل مسبار الهبوط على سطح الكوكب لأخذ العينات من الأرضية وتحليلها.
- أطلق فايكينج1 يوم 20 أغسطس 1975 من المنصة رقم 41 من قاعدة كيب كانافيرال للقوات الجوية الأمريكية عل قمة صاروخ تيتان-3إي/سنتاور. ووصل القمر الصناعي ومسبارة مشبوك فيه المريخ في 19 يونيو 1976 واتخذا مدارا حوله. وهبط مسبار الهبوط يوم 20 يوليو 1976 في منطقة تسمى كريسي بلانيتيا . وبقي الاتصال مع القمر الصناعي مع الأرض حتى يوم 7 أغسطس 1980، وظل الاتصال بين المبسار على سطح المريخ والأرض حتى 11 نوفمبر 1982. وسمي مسبار الهبوط يوم 7 يناير 1981باسم «توماس ماتش» وهو أحد العلماء الذين كانوا يعملوا في البرنامج.
- فايكينج 2 أطلق في 9 سبتمبر 1975 بواسطة صاروخ حامل من نوع الصاروخ الذي أطلق به أخيه فايكينج 1، أي بعدة بنحو 30 يوم من نفس المنصة ووصل القمر الصناعي ومسباره مدارا حول المريخ في 7 أغسطس 1976. استغرقت الرحلة إلى المريخ نحو 9 أشهر. وبعد انفصال مسبار الهبوط هبط على سطح المريخ في منطقة تسمى أوتوبيا بلانيتيا. تم الهبوط على سطح المريخ يوم 3 سبتمبر 1976 في أوتوبيا بلانيتيا. وبقي الاتصال مع القمر الصناعي حتى 25 سبتمبر 1978، كما بقي الاتصال بين الأرض ومسبار الهبوط حتى 11 أبريل 1980. سمي المسبار بعد ذلك عام 2001 باسم أحد العلماء ومؤسس أكاديمية ناسا جيرالد سوفين.

## إطلاق البرنامج
فايكينغ 1 أُطلقَ في العشرين من شهر أغسطس/آب عام 1975 والمركبة الثانية فايكينغ 2 أُطلقت في 9 سبتمبر/أيلول عام 1975. كُلّ مركبة فضائية شَملتْ متتبّعِ وأرضي (lander). بعد الدوران حول المريخ وإرسال الصور إلى الأرض تم اختيارِ موقعِ المتتبّع الباقي في مدار حول المريخ وموقع نزول مسبار الهبوط . بعد انفصال المسبار عن المركبة الفضائية دَخلَ في الغلاف الجوي للمريخ ونَزل بسهولة في الموقعِ المختارِ. استمرّ القمران الصناعيان في تتبع وتصوير وإداء العملياتِ العلمية الأخرى مِنْ مدارِاتها حول المريخ، بينما نَشر مسباري الهبوط الآلات على السطحِ لفحص بعض مكوناتها، كل في المنطقة التي هبط فيها. كتلة كل من مسباري الهبوط تساوي 600 كيلوغرام أما كتلة كل من القمرين الصناعيين فتبلغ نحو 900 كيلوجرام. كانت المركبات الفضائية تحت سَيْطَرَة وحدة المعالجة المركزية معالج (Cosmac) الدقيقِ.

## نتائج التجارب العلمية
لم يتضح من التجارب بالتمام عن وجود حياة عضوية على المريخ. وبينت الثلاثة تجارب البيولوجية تغيرات ربما نشأت عن حياة في الماضي.
تحقق وجود الأكسجين عندما خلطت تربة من المريخ بالماء. وأعطت تجربة مرجعية نفس النتيجة عند إجراء التجربة بعد تسخين العينة لتعقيمها. وظهر الأكسجين بمجرد إضافة ماء إلى عينة التربة ولكن لم يتوال إنتاج الأكسجين عند إضافة ماء مرة ثانية على نفس العينة.
لم تستطع تجربة أخرى العثور إلا على آثار لجزيئات مادة عضوية على سطح المريخ، وأغلب الظن أن تلك الآثار العضوية كانت عالقة بالآلات قبل مغادرتها أرضنا.
وترجح بعض التجارب الحديثة أن موادا كيميائية شديدة التفاعل مثل بيروكسيد الهيدروجين قد تكون تكونت من كهرباء ساكنة ناشئة عن احتكاك حبيبات الغبار في الرياح الغبارية على المريخ. ولحل تلك الألغاز لتجربة فايكينج على المواد العضوية على المريخ تحتاج إلى بعثات أخرى.

## وصلات خارجية
- برنامج الفايكينغ في ناسا

## اقرأ أيضا
- فوياجر 1
- فوياجر 2
- المريخ